# دمژاله
دمژاله (اسلوونیایی: Domžale; آلمانی: Domschale) در اسلوونی با جمعیت ۱۲٬۵۸۸ نفر است که در Municipality of Domžale واقع شده‌است.

## نگارخانه

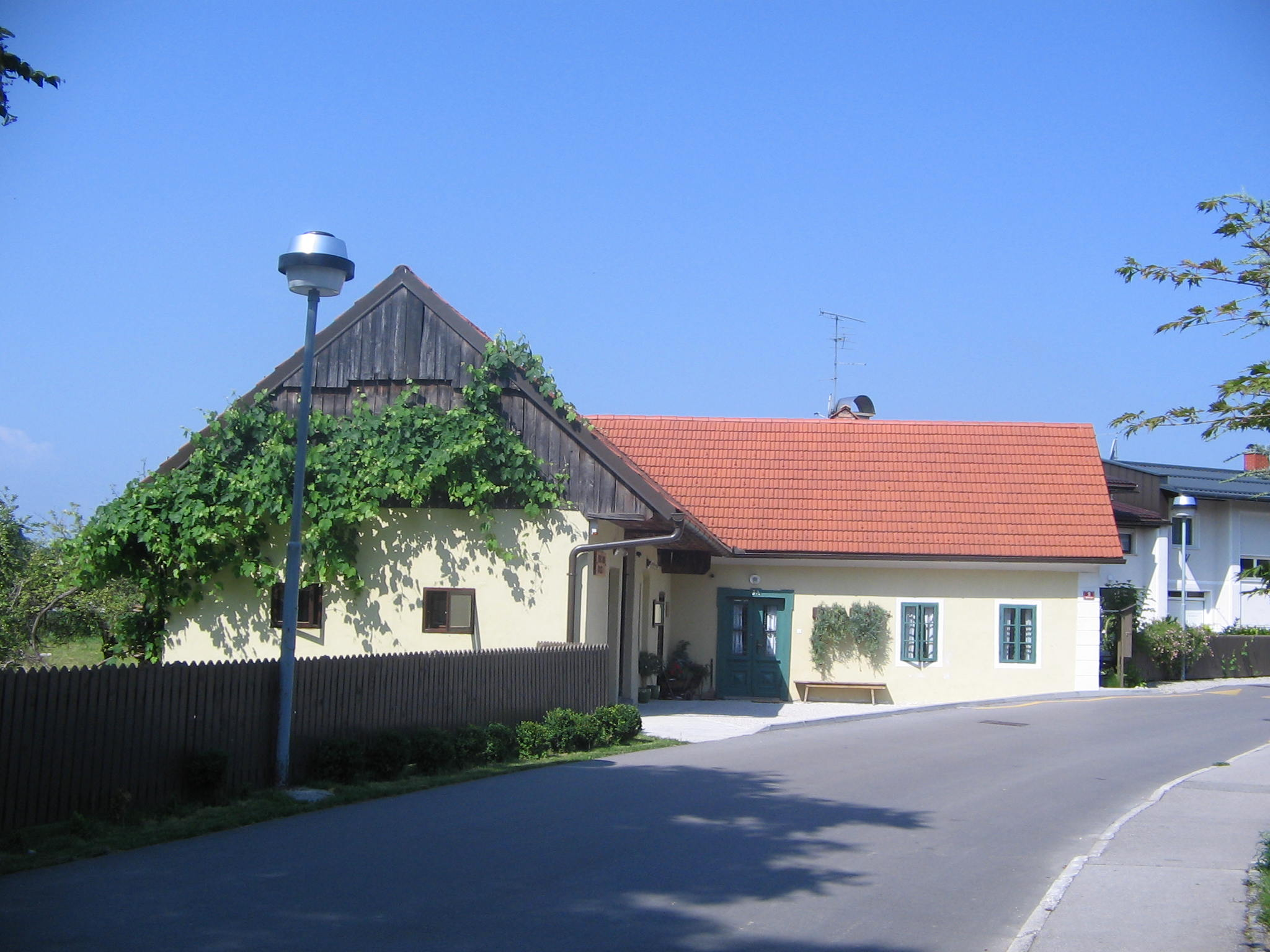
The Menačenk House